# 劉應時
劉應時（1522年—1575年），字子易，號中齋，山西平陽府洪洞縣人，軍籍，明朝政治人物。

## 生平
嘉靖二十二年（1543年）癸卯科山西鄉試第五十九名舉人，二十六年（1547年）中式丁未科會試第二百二十一名，二甲第六十九名進士。授戶部主事，因丁內艱去職。服闋，起補員外郎，管太倉銀庫，歷雲南司郎中，遷真定府知府，在任二年，又因丁外艱去職。四十年（1561年）起補懷慶府知府。陞山東按察司青州兵备副使、四川左參政，四十五年祖母去世丁憂。隆慶二年（1568年）起復陕西延庆兵备，以目疾乞休。萬曆三年卒，年五十四。

## 家族
曾祖劉恭，封文林郎 兵馬司副指揮；祖父劉榮，府通判 贈奉直大夫；父刘廷相，举人、通判，封主事。叔父劉廷臣，都察院右副都御史。母段氏（贈安人）。弟劉應科（貢士）、劉應才（監生）、劉應元（進士、河南左參政）、劉應嶽、劉應宿、劉應龍、劉應場、劉應诰、劉應制。子劉承寵、劉承光。